# Населення Мексики
Населення Мексики. Чисельність населення країни 2015 року становила 121,736 млн осіб (12-те місце у світі). За цим показником країна займає перше місце серед іспаномовних країн, друге в Латинській Америці, після португаломовної Бразилії, друге в Північній Америці, після США. Чисельність мексиканців стабільно збільшується, народжуваність 2015 року становила 18,78 ‰ (92-ге місце у світі), смертність — 5,26 ‰ (181-ше місце у світі), природний приріст — 1,18 % (102-ге місце у світі) . 

## Історія
За приблизними оцінками, протягом трьох століть колоніального правління до Мексики мігрувало 300 тис. іспанців. Вони укладали шлюби з індіанцями, і сьогодні метиси переважають у складі населення Мексики. Більшість негрів (близько 200 тис.), завезених у колоніальний період для роботи на шахтах і плантаціях, була асимільована місцевим населенням.
Після здобуття незалежності великомасштабної імміграції до Мексики не спостерігалося. Однак можна виділити два періоди — під час правління Діаса, коли у країну прибуло близько 11 тис. італійських іммігрантів, і безпосередньо після громадянської війни в Іспанії (1936—1939), коли у Мексику в пошуках політичного притулку приїхало близько 25 тис. біженців. Невелика кількість китайців, японців, німців, англійців, французів й інших європейців також іммігрували в Мексику. З середини XX століття найбільші міграції населення відбувалися між Мексикою і США.

## Природний рух

### Відтворення
Народжуваність у Мексиці, станом на 2015 рік, дорівнює 18,78 ‰ (92-ге місце у світі). Коефіцієнт потенційної народжуваності 2015 року становив 2,27 дитини на одну жінку (94-те місце у світі). Рівень застосування контрацепції 72,5 % (станом на 2009 рік). Середній вік матері при народженні першої дитини становив 21,3 року (оцінка на 2008 рік).
Смертність у Мексиці 2015 року становила 5,26 ‰ (181-ше місце у світі).
Природний приріст населення в країні 2015 року становив 1,18 % (102-ге місце у світі).

### Вікова структура

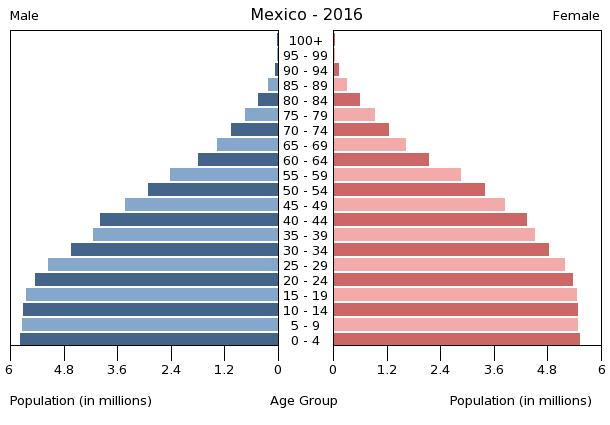
Віково-статева піраміда населення Мексики, 2016 рік

Середній вік населення Мексики становить 28 років (131-ше місце у світі): для чоловіків — 26,9, для жінок — 29,1 року. Очікувана середня тривалість життя 2015 року становила 75,65 року (95-те місце у світі), для чоловіків — 72,88 року, для жінок — 78,55 року.
Вікова структура населення Мексики, станом на 2015 рік, виглядає таким чином:
- діти віком до 14 років — 27,59 % (17 178 327 чоловіків, 16 412 337 жінок);
- молодь віком 15—24 роки — 17,9 % (11 027 564 чоловіки, 10 759 446 жінок);
- дорослі віком 25—54 роки — 40,55 % (23 785 345 чоловіків, 25 576 645 жінок);
- особи передпохилого віку (55—64 роки) — 7,19 % (4 017 721 чоловік, 4 734 391 жінка);
- особи похилого віку (65 років і старіші) — 6,77 % (3 709 873 чоловіки, 4 535 160 жінок)[1].

### Шлюбність— розлучуваність
Коефіцієнт шлюбності, тобто кількість шлюбів на 1 тис. осіб за календарний рік, дорівнює 5,2; коефіцієнт розлучуваності — 0,8; індекс розлучуваності, тобто відношення шлюбів до розлучень за календарний рік — 15 (дані за 2009 рік). Середній вік, коли чоловіки беруть перший шлюб, дорівнює 29 років, жінки — 26 років, загалом — 29 років (дані за 2011 рік).

## Розселення

Густота населення по штатах

Густота населення країни 2015 року становила 65,3 особи/км² (153-тє місце у світі). Найвища густота населення в місті Несауалькойотль у штаті Мехіко: 17537 осіб/км².
Більшість населення держави сконцентровано в центральній частині, між штатами Халіско і Веракрус. Чверть усього населення мешкає в агломерації Мехіко. Приблизно 40 % населення Мексики проживають у 5 штатах: 14 млн в штаті Мехіко, 8,7 млн у Федеральному окрузі, 7,1 млн у штаті Веракрус, 6,6 млн в штаті Халіско і 5,4 млн в штаті Пуебла. Менше всього мексиканців живе в штаті Південна Нижня Каліфорнія — всього 0,5 млн чоловік.

### Урбанізація
Мексика високоурбанізована країна. Рівень урбанізованості становить 79,2 % населення країни (станом на 2015 рік), темпи зростання частки міського населення — 1,57 % (оцінка тренду за 2010—2015 роки).
Головні міста держави: Мехіко (столиця) — 20,999 млн осіб, Гвадалахара — 4,843 млн осіб, Монтеррей — 4,513 млн осіб, Пуебла — 2,984 млн осіб, Толука-де-Лердо — 2,164 млн осіб, Тіхуана — 1,987 млн осіб (дані за 2015 рік).

### Міграції
Річний рівень еміграції 2015 року становив 1,68 ‰ (160-те місце у світі). Цей показник не враховує різниці між законними і незаконними мігрантами, між біженцями, трудовими мігрантами та іншими.

#### Біженці й вимушені переселенці
Станом на 2015 рік, у країні 287 тис. внутрішньо переміщених осіб через повстання сапатистів 1994 року в східній частині штату Чіапас, війни наркокартелів з 2007 року, збройні сутички з індіанським населенням.
У країні мешкає 13 осіб без громадянства.
Мексика є членом Міжнародної організації з міграції (IOM).

## Расово-етнічний склад
| Етнічний склад (2012 рік) | Етнічний склад (2012 рік) | Етнічний склад (2012 рік) | Етнічний склад (2012 рік) | Етнічний склад (2012 рік) |
| ------------------------- | ------------------------- | ------------------------- | ------------------------- | ------------------------- |
| Етнос:                    |                           |                           | Відсоток:                 |                           |
| метиси                    | метиси                    |                           | 61%                       | 61%                       |
| індіанці                  | індіанці                  |                           | 29%                       | 29%                       |
| європейці                 | європейці                 |                           | 10%                       | 10%                       |

Головні етноси країни: метиси — 62 %, індіанці — 21 %, індіанці — 7 %, інші (переважно європейці) — 10 % населення (лише оціночні дані за 2012 рік, бо федеральний уряд не збирає дані про етнічну приналежність громадян).
10—14 % населення Мексики належать до америндської групи індіанських племен, проте лише половина з них (5,4 % всього населення) досі використовують америндські мови, а десята частина (1,2 % всього населення) взагалі не знають іспанської. За культурними особливостями етнологи ділять індіанців на 62 етнічні групи, причому приблизно 30 з них мають свою мову. Найбільша за чисельністю група — науатль в Центральній Мексиці (приблизно 1,3 млн чоловік), а також нащадки мая в штатах Чіапасі, Табаско та на півострові Юкатан (800 тис. чоловік). Численні також сапотеки, міштеки, тараумара і отомі. Найбільший відсоток людей, котрі ідентифікують себе індіанцями, або розмовляють америндськими мовами налічується в таких штатах: Юкатан (56 % місцевого населення), Оахака (48 %), Кінтана-Роо (39 %), Чіапас (28 %), Кампече (27 %), Ідальго (24 %), Пуебла (19 %), Ґерреро (17 %), Сан-Луїс-Потосі (15 %) і Веракрус (15 %).
Досить невелику групу становлять афромексиканці, які, на відміну від Північної Америки, не живуть окремо і постійно змішуються з іншим населенням. Не існує чіткого розрізнення поміж афромексиканцями та метисами; часто це залежить від самоідентифікації більше, аніж від реального відсотка африканської генетичної спадщини.

## Мови
| Мови Мексики (2015 рік) | Мови Мексики (2015 рік) | Мови Мексики (2015 рік) | Мови Мексики (2015 рік) | Мови Мексики (2015 рік) |
| ----------------------- | ----------------------- | ----------------------- | ----------------------- | ----------------------- |
| Мова:                   |                         |                         | Відсоток:               |                         |
| іспанська               | іспанська               |                         | 92.7%                   | 92.7%                   |
| індіанські мови         | індіанські мови         |                         | 7.3%                    | 7.3%                    |

Офіційна мова: іспанська, якою користуються 92,7 % населення країни. Сумішшю іспанської та різноманітних індіанських мов (маянська, нахуатль) розмовляють 5,7 % населення, лише власне індіанською в побуті користується не більш як 0,8 % населення країни (оцінка 2005 року).

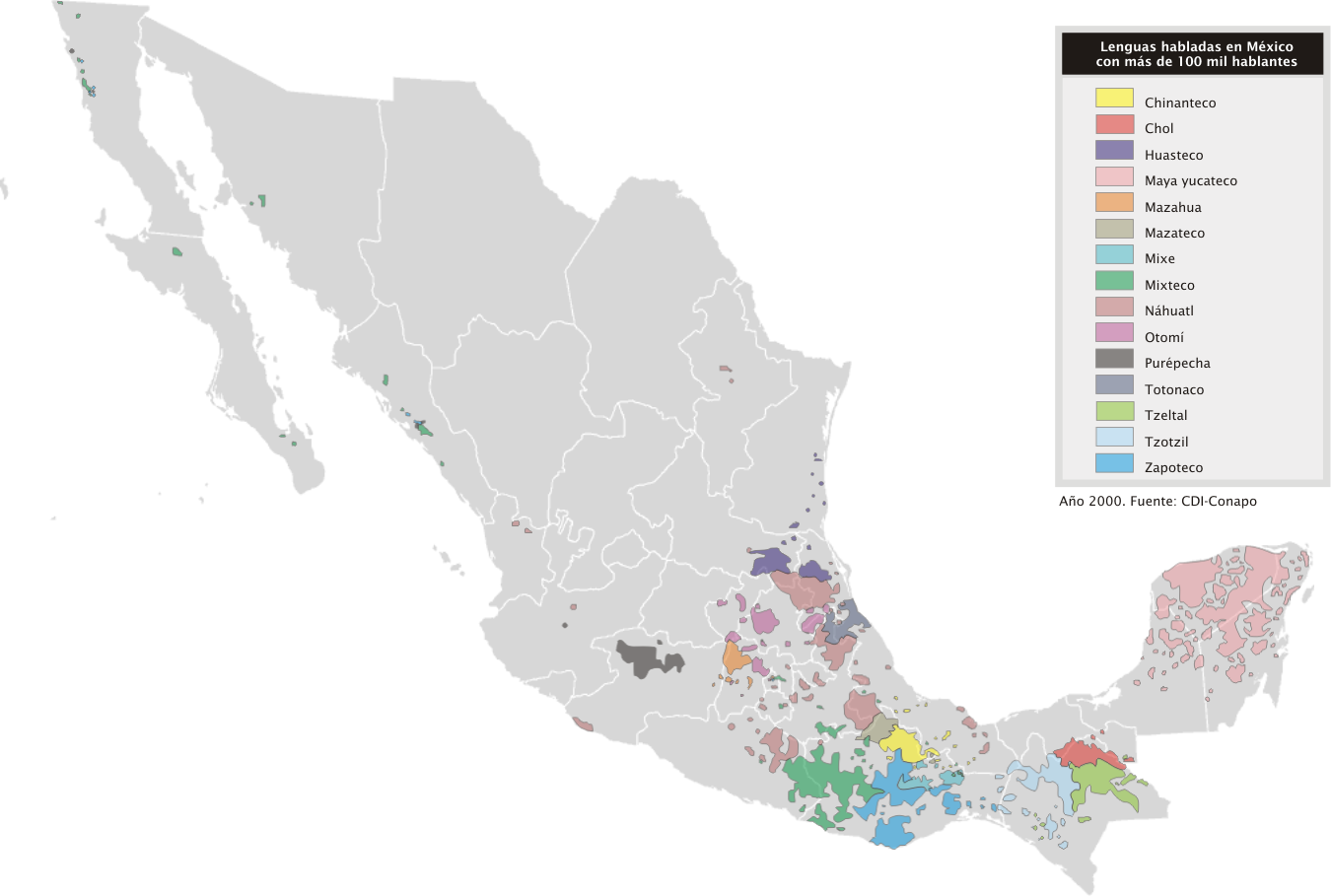
Поширення індіанських мов (більш як 100 тис. носіїв)

## Релігії
| Релігії в Мексиці (2009 рік) | Релігії в Мексиці (2009 рік) | Релігії в Мексиці (2009 рік) | Релігії в Мексиці (2009 рік) | Релігії в Мексиці (2009 рік) |
| ---------------------------- | ---------------------------- | ---------------------------- | ---------------------------- | ---------------------------- |
| Віросповідання:              |                              |                              | Відсоток:                    |                              |
| католики                     | католики                     |                              | 82.7%                        | 82.7%                        |
| протестанти                  | протестанти                  |                              | 5.6%                         | 5.6%                         |
| свідки Єгови                 | свідки Єгови                 |                              | 1.4%                         | 1.4%                         |
| інші                         | інші                         |                              | 1.9%                         | 1.9%                         |
| атеїсти                      | атеїсти                      |                              | 4.7%                         | 4.7%                         |
| агностики                    | агностики                    |                              | 2.7%                         | 2.7%                         |

Головні релігії й вірування, які сповідує, і конфесії та церковні організації, до яких відносить себе населення країни: римо-католицтво — 82,7 %, п'ятидесятництво — 1,6 %, Свідки Єгови — 1,4 %, інші євангельські церкви — 5 %, інші — 1,9 %, не сповідують жодної — 4,7 %, не визначились — 2,7 % (станом на 2010 рік).

## Освіта
Рівень письменності 2012 року становив 95,1 % дорослого населення (віком від 15 років): 96,2 % — серед чоловіків, 94,2 % — серед жінок.
Державні витрати на освіту становлять 5,2 % ВВП країни, станом на 2011 рік (72-ге місце у світі). Середня тривалість освіти становить 13 років, для хлопців — до 13 років, для дівчат — до 13 років (станом на 2014 рік).

## Охорона здоров'я
Забезпеченість лікарями в країні на рівні 2,1 лікаря на 1000 мешканців (станом на 2011 рік). Забезпеченість лікарняними ліжками в стаціонарах — 1,5 ліжка на 1000 мешканців (станом на 2011 рік). Загальні витрати на охорону здоров'я 2014 року становили 6,3 % ВВП країни (108-ме місце у світі).
Смертність немовлят до 1 року, станом на 2015 рік, становила 12,23 ‰ (122-ге місце у світі); хлопчиків — 13,64 ‰, дівчаток — 10,74 ‰. Рівень материнської смертності 2015 року становив 38 випадків на 100 тис. народжень (108-ме місце у світі).
Мексика входить до складу ряду міжнародних організацій: Міжнародного руху (ICRM) і Міжнародної федерації товариств Червоного Хреста і Червоного Півмісяця (IFRCS), Дитячого фонду ООН (UNISEF), Всесвітньої організації охорони здоров'я (WHO).

### Захворювання
Потенційний рівень зараження інфекційними хворобами в країні середній. Найпоширеніші інфекційні захворювання: діарея, гепатит А, гарячка денге. Станом на серпень 2016 року в країні були зареєстровані випадки зараження вірусом Зіка через укуси комарів Aedes, переливання крові, статевим шляхом, під час вагітності.
2014 року було зареєстровано 194,1 тис. хворих на СНІД (30-те місце у світі), це 0,23 % населення в репродуктивному віці 15—49 років (95-те місце у світі). Смертність 2014 року від цієї хвороби становила 6,0 тис. осіб (28-ме місце у світі).
Частка дорослого населення з високим індексом маси тіла 2014 року становила 27,6 % (23-тє місце у світі); частка дітей віком до 5 років зі зниженою масою тіла становила 2,8 % (оцінка на 2012 рік). Ця статистика показує як власне стан харчування, так і наявну/гіпотетичну поширеність різних захворювань.

### Санітарія
Доступ до облаштованих джерел питної води 2015 року мало 97,2 % населення в містах і 92,1 % в сільській місцевості; загалом 96,1 % населення країни. Відсоток забезпеченості населення доступом до облаштованого водовідведення (каналізація, септик): в містах — 88 %, в сільській місцевості — 74,5 %, загалом по країні — 85,2 % (станом на 2015 рік). Споживання прісної води, станом на 2009 рік, дорівнює 80,4 км³ на рік, або 700,4 тонни на одного мешканця на рік: з яких 14 % припадає на побутові, 9 % — на промислові, 77 % — на сільськогосподарські потреби.

## Соціально-економічне становище
Співвідношення осіб, що в економічному плані залежать від інших, до осіб працездатного віку (15—64 роки) загалом становить 51,7 % (станом на 2015 рік): частка дітей — 41,9 %; частка осіб похилого віку — 9,8 %, або 10,2 потенційно працездатного на 1 пенсіонера. Загалом ці показники характеризують рівень потреби державної допомоги в секторах освіти, охорони здоров'я та пенсійного забезпечення, відповідно. За межею бідності 2012 року перебувало 52,3 % населення країни населення країни. Розподіл доходів домогосподарств у країні виглядає таким чином: нижній дециль — 2 %, верхній дециль — 37,5 % (станом на 2010 рік).
Станом на 2012 рік, у країні 1,231 млн осіб не має доступу до електромереж; 99 % населення має доступ, в містах цей показник дорівнює 100 %, у сільській місцевості — 97 %. Рівень проникнення інтернет-технологій високий. Станом на липень 2015 року в країні налічувалось 69,915 млн унікальних інтернет-користувачів (12-те місце у світі), що становило 57,4 % від загальної кількості населення країни.
1994 року Мексику прийняли до клубу багатих країн (OECD). За кількістю багатих сімей мексиканці стоять на четвертому місці (після США, Німеччини, Японії), але при цьому 60 % населення проживають у бідності, а 27 % нижче порогу бідності. 84 % мексиканців проживають у власних домівках та окремих квартирах, 19,6 % мають вдома комп'ютер.

### Трудові ресурси
Загальні трудові ресурси 2015 року становили 52,81 млн осіб (13-те місце у світі). Зайнятість економічно активного населення, станом на 2011 рік, у господарстві країни розподіляється таким чином: аграрне, лісове і рибне господарства — 13,4 % (наприкінці 1990-х років 22 %); промисловість і будівництво — 24,1 % (наприкінці 1990-х років 26 %); сфера послуг — 61,9 % (наприкінці 1990-х років 52 %). 1,11 млн дітей у віці від 5 до 14 років (5 % від загальної кількості) 2009 року були залучені до дитячої праці. Безробіття 2014 року дорівнювало 4,5 % працездатного населення, 2013 року — 4,8 % (44-те місце у світі); серед молоді у віці 15—24 років ця частка становила 9,6 %, серед юнаків — 9,2 %, серед дівчат — 10,3 % (104-те місце у світі). Реальний рівень безробіття може дорівнювати 25 % працездатного населення.
У Мексиці практично нема іноземних працівників, за винятком штату Чіапас, де в сільському господарстві працюють сезонні робітники з Гватемали, де у 1970-х та 1980-х роках біженці з країн Центральної Америки, де проходили громадянські війни, шукали постійну роботу.

## Кримінал

### Наркотики

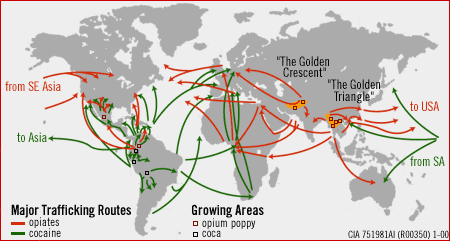
Світові маршрути наркотрафіку

Великий світовий виробник і транзитер наркотиків. Друге місце у світі з вирощування опійного маку, що зросло 2009 року на 31 % у порівнянні з попереднім роком, до 19,5 тис. га (потенційно 50 тонн чистого героїну на рік, або 125 тонн «сирцю», що поширений в Мексиці й США). 2009 року вирощування марихуани зросло на 45 % у порівнянні з попереднім роком, до 17,5 тис. га. Всередині країни виробляється екстазі. Уряд Мексики проводить другу найбільшу кампанію боротьби з наркокартелями (після кампанії уряду Колумбії). Мексика слугує основним транзитним пунктом наркотрафіку з Південної Америки (95 % кокаїну, що прямує до США, заарештовується в Мексиці). Найбільший постачальник марихуани й амфетамінів на американський ринок. Важливий центр відмивання грошей.

### Торгівля людьми
Згідно зі щорічною доповіддю про торгівлю людьми (англ. Trafficking in Persons Report) Управління з моніторингу та боротьби з торгівлею людьми Державного департаменту США, уряд Мексики докладає значних зусиль у боротьбі з явищем примусової праці, сексуальної експлуатації, незаконною торгівлею внутрішніми органами, але законодавство відповідає мінімальним вимогам американського закону 2000 року щодо захисту жертв (англ. Trafficking Victims Protection Act’s) не повною мірою, країна перебуває у списку другого рівня.

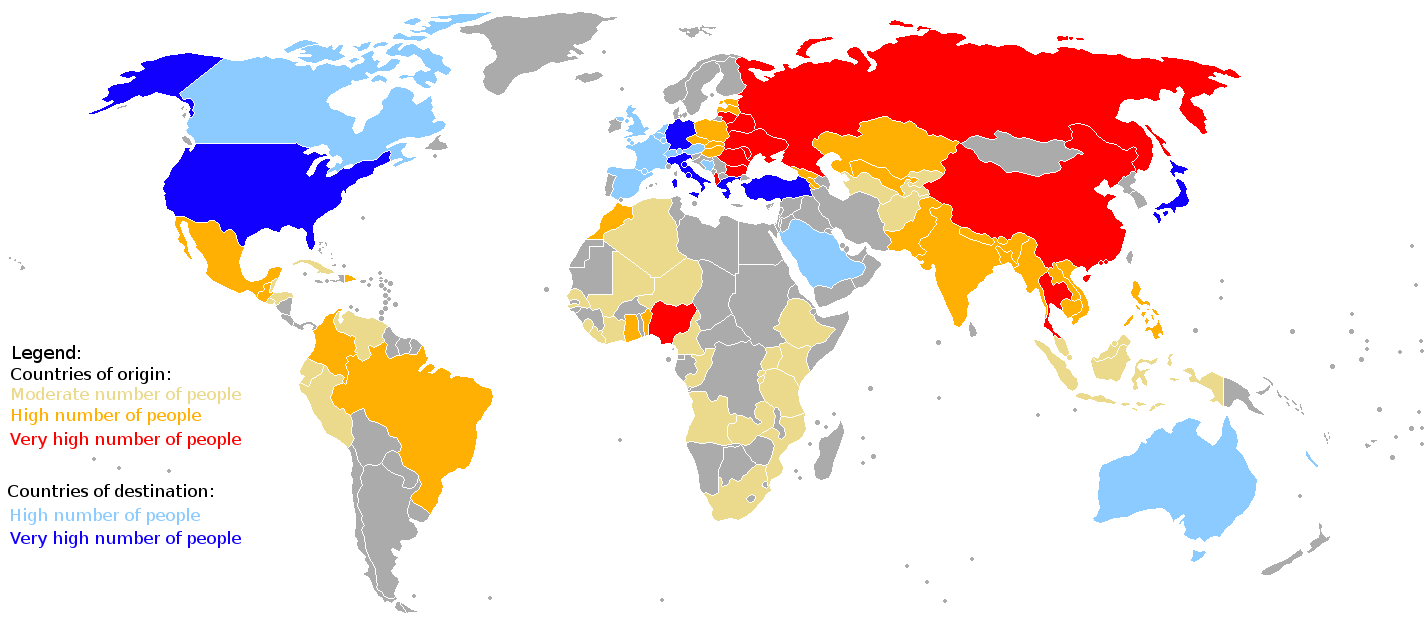
Країни-донори (червоний) і країни-реципієнти кримінальних потоків  (англ.)
Глобальна боротьба з торгівлею людьми (англ.)

## Гендерний стан
Статеве співвідношення (оцінка 2015 року):
- при народженні — 1,05 особи чоловічої статі на 1 особу жіночої;
- у віці до 14 років — 1,05 особи чоловічої статі на 1 особу жіночої;
- у віці 15—24 років — 1,03 особи чоловічої статі на 1 особу жіночої;
- у віці 25—54 років — 0,93 особи чоловічої статі на 1 особу жіночої;
- у віці 55—64 років — 0,85 особи чоловічої статі на 1 особу жіночої;
- у віці за 64 роки — 0,82 особи чоловічої статі на 1 особу жіночої;
- загалом — 0,96 особи чоловічої статі на 1 особу жіночої[1].

## Демографічні дослідження
Демографічні дослідження у країні ведуться рядом державних і наукових установ:

### Українською
- Атлас. 10—11 клас. Економічна і соціальна географія світу / упорядники :  О. Я. Скуратович, Н. І. Чанцева. — К. : ДНВП «Картографія», 2010. — ISBN 978-966-475-639-3.
- Атлас світу / голов. ред. І. С. Руденко ; зав. ред. В. В. Радченко ; відп. ред. О. В. Вакуленко. — К. : ДНВП «Картографія», 2005. — 336 с. — ISBN 9666315467.
- Безуглий В. В. Економічна і соціальна географія зарубіжних країн : Навчальний посібник. — К. : ВЦ «Академія», 2007. — 704 с. — ISBN 978-966-580-239-6.
- Безуглий В. В., Козинець С. В. Регіональна економічна і соціальна географія світу : Навчальний посібник. — видання 2-ге, доп., перероб. — К. : ВЦ «Академія», 2007. — 688 с. — ISBN 966-580-144-9.
- Головченко В. І., Кравчук О. Країнознавство: Азія, Африка, Латинська Америка, Австралія і Океанія. — К., 2006. — 335 с. — ISBN 966-8939-04-2.
- Гудзеляк І. І. Географія населення: Навчальний посібник / І. Гудзеляк. — Л. : Видавничий центр ЛНУ імені Івана Франка, 2008. — 232 с. — ISBN 978-966-613-599-8.
- Дахно І. І. Країни світу: Енциклопедичний довідник / І. І. Дахно, С. М. Тимофієв. — К. : Мапа, 2011. — 606 с. — (Бібліотека нового українця) — ISBN 978-966-8804-23-6.
- Дахно І. І. Економічна географія зарубіжних країн : навчальний посібник. — К. : Центр учбової літератури, 2014. — 319 с. — ISBN 978-611-01-0682-5.
- Джаман В. О. Регіональні системи розселення: демографічні аспекти. — Чернівці : Рута, 2003. — 392 с. — ISBN 9665685988.
- Дорошенко Л. С. Демографія: Навчальний посібник. — К. : МАУП, 2005. — 112 с. — ISBN 966-608-442-2.
- Дубович І. А. Країнознавчий словник-довідник. — 5-те вид., перероб. і доп. — К. : Знання, 2008. — 839 с. — ISBN 978-966-346-330-8.
- Економічна і соціальна географія країн світу. Навчальний посібник / За ред. Кузика С. П. — Л. : Світ, 2002. — 672 с. — ISBN 966-603-178-7.
- Загальна медична географія світу / В. О. Шевченко [та ін.] — К. : [б.в.], 1998. — 178 с.
- Книш М. М., Мамчур О. І. Регіональна економічна і соціальна географія світу (Латинська Америка та Карибські країни, Африка, Азія, Океанія) : навч. посіб. — Л. : ЛНУ ім. Івана Франка, 2013. — 368 с. — ISBN 978-617-10-0007-0.
- Крисаченко В. С. Динаміка населення: Популяційні, етнічні та глобальні виміри. — К. : Видавництво Національного інституту стратегічних досліджень, 2005. — 368 с. — ISBN 966-554-083-1.
- Кузик С. П., Книш М. М. Економічна і соціальна географія країн Америки : навч. посіб. — Л. : ЛНУ ім. Івана Франка, 1999. — 299 с. — ISBN 966-613-026-2.
- Любіцева О. О., Мезенцев К. В., Павлов С. В. Географія релігій. — К. : АртЕК, 1999. — 504 с. — ISBN 966-505-006-0.
- Масляк П. О. Країнознавство. — К. : Знання, 2007. — 292 с. — (Вища освіта XXI століття)
- Масляк П. О., Дахно І. І. Економічна і соціальна географія світу / П. О. Масляк, І. І. Дахно ; за ред. П. О. Масляка. — К. : Вежа, 2003. — 280 с. — ISBN 966-7091-53-8.

### Російською
- (рос.) Мексика // Демографический энциклопедический словарь / главн. ред. Валентей Д. И. — М. : Советская энциклопедия, 1985. — 608 с.
- (рос.) Мексика // Латинская Америка. Энциклопедический справочник [в 2-х тт.] / Главный редактор В. В. Вольский. — М. : Советская энциклопедия, 1982. — Т. 2. К-Я. — 656 с.
- (рос.) Мексика // Страны и народы. Америка. Общий обзор Латинской Америки. Средняя Америка / Редкол. : отв. ред. В. В. Вольский, Я. Г. Машбиц и др. — М. : «Мысль», 1981. — 333 с. — (Страны и народы) — 180 тис. прим.
- (рос.) Атлас народов мира / Отв. ред. С. И. Брук и В. С. Апенченко. — М. : ГУГК ГГК СССР и Институт этнографии им. Н. Н. Миклухо-Маклая АН СССР, 1964. — 185 с. — 20 тис. прим.
- (рос.) Численность и расселение народов мира. Этнографические очерки / под ред. С. И. Брука. — М. : Издательство АН СССР, 1962. — 487 с.
- (рос.) Лаппо Г. М. География городов: Учебное пособие для географических факультетов вузов. — М. : Туманит, изд. центр ВЛАДОС, 1997. — 476 с. — ISBN 5-691-00047-0.
- (рос.) Ягельский А. География населения. — М. : Прогресс, 1980. — 383 с.